# Geometrinae
A Geometrinae a rovarok (Insecta) osztályának lepkék (Lepidoptera) rendjébe és az araszolók (Geometridae) családjába tartozó alcsalád.

## Rendszerezés
Az alcsaládba az alábbi nemzetségek tartoznak:
- Comibaenini
- Comostolini
- Dysphaniini
- Geometrini
- Hemistolini
- Hemitheini
- Microloxiini
- Nemoriini
- Pseudoterpnini
- Thalassodini

### Besorolatlan nemek
- Oospila
- Prosomphax
- Pseudobiston